# Мелкадзе, Георгий Джемалович
Гео́ргий Джема́лович Мелка́дзе (род. 4 апреля 1997, Москва) — российский футболист, нападающий клуба «Ахмат». Серебряный призёр чемпионата Европы 2015 года в возрастной категории до 19 лет.

## Клубная карьера

### Ранние годы
В 5 лет начал заниматься футболом в школе московского «Динамо», первый тренер — Юрий Алексеевич Ментюков. В 2008 году в команде сменился тренер, с которым у Мелкадзе возникли разногласия, поэтому он перешёл в «Спартак» в команду 1997 года рождения.

### «Спартак» (Москва)
На детских и юношеских турнирах стабильно играл в основном составе «Спартака» 1997 г. р., который выиграл первенство Москвы по футболу в 2014 году.
После выпуска из академии в сезоне 2014/15 играл как за молодёжный состав «Спартака» (14 матчей, 4 гола в молодёжном первенстве), так и за «Спартак-2» (7 матчей, 1 гол в ПФЛ). Дебют за вторую команду состоялся 23 сентября 2014 года в матче против «Знамени Труда». Также два раза вышел на замену в РФПЛ за основной состав «Спартака», дебютировав 17 мая 2015 года в матче 28-го тура против ЦСКА (0:4), выйдя на 59-й минуте запомнился активными и смелыми действиями.

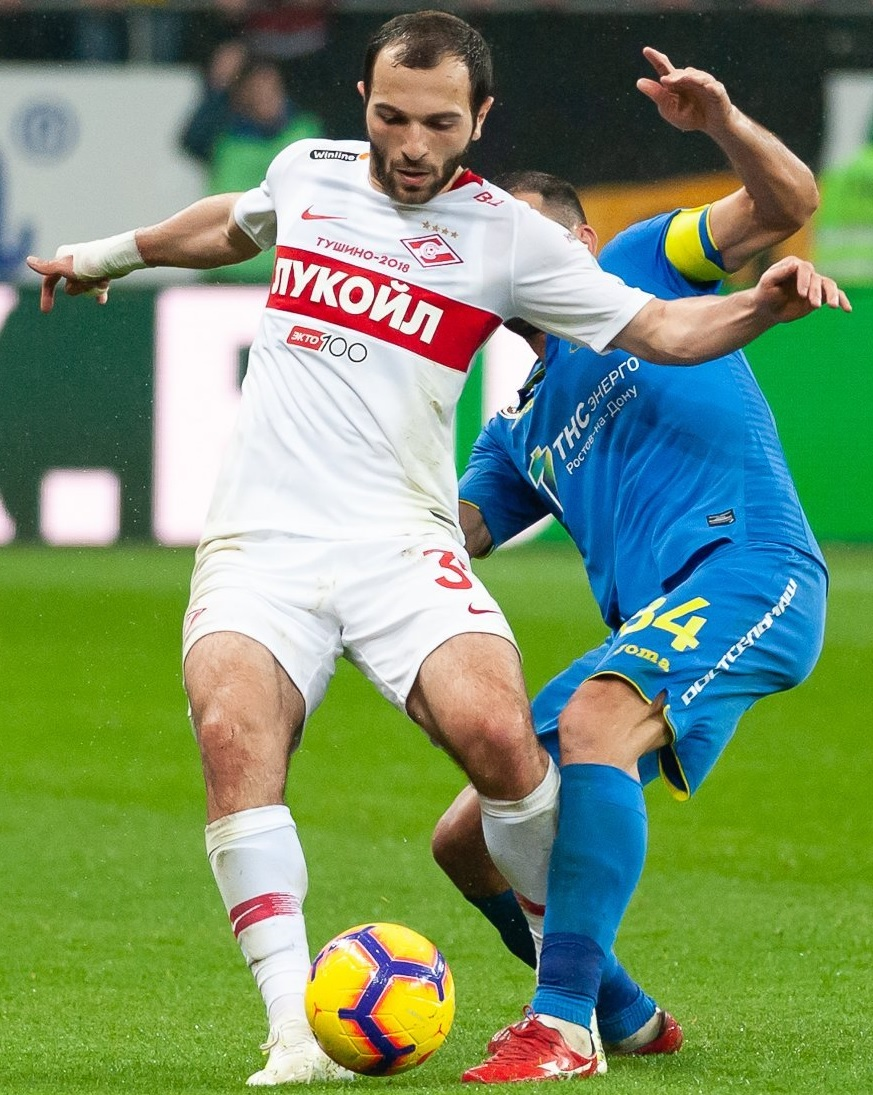
Георгий Мелкадзе (слева) в 2019 году

Сезон 2015/16 начал выступая за «Спартак-2» в ФНЛ, занимая разные позиции в полузащите, чаще всего на левом фланге. Всего провёл 22 матча (10 — в стартовом составе), в которых забил 7 мячей и отдал 4 голевые передачи, что позволило ему стать одним из трёх лучших бомбардиров и вторым по системе «гол+пас» среди игроков «Спартака-2». С января 2016 года тренировался с основной командой «Спартака» и попадал в заявки команды на все матчи осенней части премьер-лиги. В этих матчах 4 раза выходил на замену, не отметившись результативными действиями. Таким образом, зиму и весну 2016 года Мелкадзе провёл, выступая сразу за две команды в структуре «Спартака». По этой причине в весенней части первенства ФНЛ участвовал только в домашних матчах, проводя на поле не более 45 минут. Однако, это не помешало ему стать лучшим молодым футболистом ФНЛ по итогам сезона.
В декабре 2015 года подписал новый контракт со «Спартаком» до 31 мая 2019 года. 29 мая 2019 года Мелкадзе продлил контракт с клубом, новое соглашение рассчитано на 3 года. Всего за «Спартак» выступал с 2015 по 2021 год и провёл 26 матчей во всех турнирах.

#### Аренда в «Тосно»
4 июня 2017 года был отдан в годичную аренду в клуб Премьер-лиги «Тосно». Дебютировал 15 июля 2017 года в матче 1-го тура чемпионата России против «Уфы» (0:1), выйдя в стартовом составе и проведя на поле весь матч. За «Тосно» провёл 21 матч в чемпионате России и 1 матч в Кубке России, не отличившись результативными действиями. Вместе с клубом стал обладателем Кубка России 2017/18.

#### Аренда в «Тамбов»
2 сентября 2019 перешёл в «Тамбов» на правах годичной аренды, который впервые вышел в Премьер-лигу. Дебютировал за «Тамбов» 15 сентября 2019 года в домашнем матче 9-го тура чемпионата России против ЦСКА, выйдя в стартовом составе и проведя на поле весь матч. 21 сентября 2019 года в домашнем матче 10-го тура чемпионата России против «Ростова» (2:1) сделал «дубль» и принёс своей команде победу — это стали его первые мячи за «Тамбов» и в Премьер-лиге, также был признан лучшим игроком матча. 5 октября 2019 года в гостевом матче 12-го тура чемпионата России против «Рубина» (1:2) на 54-й минуте забил мяч, но его команда не смогла спастись от поражения. 2 ноября 2019 года в гостевом матче 15-го тура против «Сочи» (2:1) на 56-й минуте забил победный мяч и тем самым помог своей команде одержать победу. 9 ноября 2019 года в гостевом матче 16-го тура против «Ростова» (2:1) на 52-й минуте забил мяч и помог своей команде победить, что позволило ему стать лучшим игроком матча. 1 марта 2020 года в домашнем матче 20-го тура против «Рубина» (0:0) был признан лучшим игроком встречи. 16 марта 2020 года в домашнем матче 22-го тура против «Крыльев Советов» (3:0) на 33-й минуте матча забил победный мяч, а также был признан лучшим игроком этого матча. 31 июля 2020 года покинул «Тамбов» в связи с истечением срока арендного соглашения и вернулся в «Спартак». Всего за «Тамбов» провёл 18 матчей и забил 7 мячей.

#### Аренда в «Ахмат»
13 августа 2020 года перешёл на правах аренды в грозненский «Ахмат», арендное соглашение рассчитано до конца сезона 2020/21. 22 августа 2020 года в гостевом матче 4-го тура против «Химок» (2:1) дебютировал за «Ахмат» выйдя на замену на 66-й минуте матча вместо Исмаэля. 27 сентября 2020 года забил свой дебютный мяч за грозненскую команду в домашнем матче 9-го тура против «Урала» (2:0), также по итогу матча был признан лучшим игроком. 4 октября 2020 года в гостевом матче 10-го тура против «Рубина» (1:1) на 80-й минуте матча реализовал пенальти и тем самым помог своей команде добиться ничейного результата. 17 апреля 2021 года в домашнем матче 26-го тура против «Химок» (3:1) на 64-й минуте с передачи Анхеля забил красивый мяч ударом через себя, этот мяч стал лучшим голом в 26-м туре. Всего в сезоне 2020/21 провёл за «Ахмат» 24 матча во всех турнирах, забил 3 мяча и сделал 2 голевые передачи. После окончания арендного соглашения вернулся в «Спартак».

### «Сочи»
25 января 2022 года на правах свободного агента перешёл в «Сочи», подписав контракт на 2,5 года. Дебютировал за клуб 26 февраля 2022 года в матче 19-го тура чемпионата России против тульского «Арсенала» (2:0), выйдя на замену на 79-й минуте вместо Матео Кассьерры. Первый мяч за «Сочи» забил 20 марта 2022 года в матче 22-го тура чемпионата России против «Крыльев Советов» (2:3). 14 января 2024 года расторг контракт с клубом.

### «Колхети-1913»
28 января 2024 года на правах свободного агента присоединился к грузинскому клубу «Колхети-1913». Дебютировал 1 марта 2024 года в первом матче сезона против батумского «Динамо», выйдя в стартовом составе. Первый мяч за «Колхети-1913» забил 19 мая 2024 года в матче 15-го тура чемпионата Грузии против кутаисского «Торпедо» (2:5), отличившись в компенсированное ко второму тайму время с пенальти. Всего за клуб провёл во всех турнирах 33 матча и забил шесть мячей.

### Возвращение в «Ахмат»
В январе 2025 года Мелкадзе присоединился к «Ахмату» на правах свободного агента с начала подготовительных сборов и оформил хет-трик в первой контрольной игре. 30 января 2025 года «Ахмат» объявил о заключении контракта с Мелкадзе на 2,5 года.

## Карьера в сборной
В 2015 году в составе сборной России (до 19 лет) стал серебряным призёром юношеского чемпионата Европы в Греции. На турнире сыграл в матчах против команд Нидерландов, Германии, Греции и дважды Испании.
В ноябре 2016 года в составе сборной ФНЛ участвовал в товарищеском матче против молодёжной сборной Кипра и отметился забитым мячом.
С 2017 года привлекается в молодёжную сборную России, в составе которой дебютировал 24 марта в товарищеской игре против Румынии (5:1). 23 марта 2018 в рамках отбора к молодёжному Евро-2019 забил два гола сборной Македонии (4:3), а 27 марта сделал хет-трик в ворота сборной Гибралтара (5:0).

## Достижения
Клубные
«Спартак-2»
- Победитель Первенства ПФЛ: 2014/15 (зона «Запад»)

«Тосно»
- Обладатель Кубка России: 2017/18

«Сочи»
- Серебряный призёр чемпионата России: 2021/22

Международные
Россия (до 19)
- Чемпионат Европы по футболу (юноши до 19 лет): 2015

Личные
«Спартак-2»
- Лучший молодой игрок ФНЛ: 2015/16

## Статистика

### Клубная
| Выступление          | Выступление      | Выступление      | Лига | Лига | Кубки | Кубки | Еврокубки | Еврокубки | Итого | Итого |
| Клуб                 | Лига             | Сезон            | Игры | Голы | Игры  | Голы  | Игры      | Голы      | Игры  | Голы  |
| -------------------- | ---------------- | ---------------- | ---- | ---- | ----- | ----- | --------- | --------- | ----- | ----- |
| Спартак (Москва)     | Премьер-лига     | 2014/15          | 2    | 0    | —     | —     | —         | —         | 2     | 0     |
| Спартак (Москва)     | Премьер-лига     | 2015/16          | 4    | 0    | —     | —     | —         | —         | 4     | 0     |
| Спартак (Москва)     | Премьер-лига     | 2016/17          | 0    | 0    | 1     | 0     | 1         | 0         | 2     | 0     |
| Спартак (Москва)     | Премьер-лига     | 2018/19          | 10   | 0    | 1     | 0     | —         | —         | 11    | 0     |
| Спартак (Москва)     | Премьер-лига     | 2019/20          | 2    | 0    | —     | —     | 1         | 0         | 3     | 0     |
| Спартак (Москва)     | Премьер-лига     | 2021/22          | 3    | 0    | —     | —     | 1         | 0         | 4     | 0     |
| Спартак (Москва)     | Итого            | Итого            | 21   | 0    | 2     | 0     | 3         | 0         | 26    | 0     |
| → Спартак-2 (Москва) | ПФЛ              | 2014/15          | 7    | 1    | —     | —     | —         | —         | 7     | 1     |
| → Спартак-2 (Москва) | ФНЛ              | 2015/16          | 22   | 7    | —     | —     | —         | —         | 22    | 7     |
| → Спартак-2 (Москва) | ФНЛ              | 2016/17          | 26   | 11   | —     | —     | —         | —         | 26    | 11    |
| → Спартак-2 (Москва) | ФНЛ              | 2018/19          | 13   | 2    | —     | —     | —         | —         | 13    | 2     |
| → Спартак-2 (Москва) | ФНЛ              | 2019/20          | 2    | 0    | —     | —     | —         | —         | 2     | 0     |
| → Спартак-2 (Москва) | Итого            | Итого            | 70   | 21   | —     | —     | —         | —         | 70    | 21    |
| → Тосно              | Премьер-лига     | 2017/18          | 21   | 0    | 1     | 0     | —         | —         | 22    | 0     |
| → Тосно              | Итого            | Итого            | 21   | 0    | 1     | 0     | —         | —         | 22    | 0     |
| → Тамбов             | Премьер-лига     | 2019/20          | 18   | 7    | —     | —     | —         | —         | 18    | 7     |
| → Тамбов             | Итого            | Итого            | 18   | 7    | —     | —     | —         | —         | 18    | 7     |
| → Ахмат              | Премьер-лига     | 2020/21          | 19   | 3    | 5     | 0     | —         | —         | 24    | 3     |
| → Ахмат              | Итого            | Итого            | 19   | 3    | 5     | 0     | —         | —         | 24    | 3     |
| Сочи                 | Премьер-лига     | 2021/22          | 12   | 2    | 1     | 0     | —         | —         | 13    | 2     |
| Сочи                 | Премьер-лига     | 2022/23          | 24   | 5    | 4     | 0     | —         | —         | 28    | 5     |
| Сочи                 | Премьер-лига     | 2023/24          | 5    | 0    | 2     | 0     | —         | —         | 7     | 0     |
| Сочи                 | Итого            | Итого            | 41   | 7    | 7     | 0     | —         | —         | 48    | 7     |
| Всего за карьеру     | Всего за карьеру | Всего за карьеру | 190  | 38   | 15    | 0     | 3         | 0         | 208   | 38    |